# Céline et Julie vont en bateau
Céline et Julie vont en bateau (prt: Céline et Julie vont en bateau; bra: Céline e Julie Vão de Barco) é um filme francês de 1974 dirigido por Jacques Rivette. O filme é estrelado por Dominique Labourier como Julie e Juliet Berto como Céline.
Ganhou o Prêmio Especial do Júri no Festival Internacional de Cinema de Locarno em 1974 e foi Seleção Oficial no Festival de Cinema de Nova Iorque de 1974.

## Enredo
O filme começa com Julie sentada em um banco de parque lendo um livro de feitiços mágicos quando uma mulher (Céline) passa e começa a derrubar vários pertences (à la Coelho Branco de Lewis Carroll). Julie começa a pegá-los e tenta seguir Céline por Paris, às vezes em um ritmo rápido (por exemplo, correndo por Montmartre para acompanhar o bonde de Céline). Depois de aventuras seguindo Céline pelas ruas parisienses — em um ponto parece que elas seguiram caminhos separados, para nunca mais se encontrarem — Céline finalmente decide morar com Julie. Há incidentes de troca de identidade, com Céline fingindo ser Julie para conhecer o namorado de infância desta última, por exemplo, e Julie tentando substituir Céline em uma audição de cabaré.
A segunda metade do filme foca nas visitas individuais da dupla ao número 7 bis, rue du Nadir-aux-Pommes, o endereço de uma mansão situada em um terreno tranquilo e murado em Paris. Embora pareça vazia e fechada nos dias atuais, a casa é onde Céline percebe que conhece como o lugar onde trabalha como babá para uma família — duas irmãs ciumentas, um viúvo e uma criança doente. Logo, um padrão repetitivo surge: Céline ou Julie entra na casa, desaparece por um tempo e, de repente, é ejetada por mãos invisíveis de volta à Paris atual, mais tarde naquele mesmo dia. Cada vez, Céline ou Julie estão exaustas, tendo esquecido tudo o que aconteceu durante o tempo em que ficaram na casa. No entanto, cada vez que retornam de táxi, as mulheres descobrem um doce misteriosamente alojado em suas bocas. Parece importante, então cada uma garante guardar cuidadosamente o doce. Em um ponto, elas percebem que o doce é uma chave para o outro lugar e tempo; chupar o doce os transporta de volta à realidade alternativa da casa (uma referência dupla à madeleine de Lewis Carroll e Marcel Proust ) dos eventos do dia.
O restante do filme consiste nas duas mulheres tentando resolver o mistério central da casa: em meio à conivência ciumenta das mulheres da casa sobre as atenções do viúvo, uma criança é misteriosamente assassinada. No entanto, essa narrativa se repete como uma peça de teatro, com frases exatas que elas logo aprendem bem o suficiente para começar a brincar. Cada vez que comem o doce, elas se lembram mais dos eventos do dia. Assim como ao ler um romance favorito ou assistir a um filme amado, elas descobrem que podem entrar na narrativa em si, com cada reviravolta memorizada. Longe de serem as espectadoras/leitoras passivas que eram no início — e a maioria dos espectadores de filmes sempre são — as mulheres percebem que podem se apoderar da história, mudando-a como desejarem.
Agora, mesmo que a trama continue a se desenrolar em seu estilo mecânico, as mulheres começam a assumir o controle, tornando-o "interativo" ao alterar seus diálogos e inserir diferentes ações nos eventos que se desenrolam na casa. Finalmente, em um verdadeiro ato de autoria, elas mudam o final e resgatam a jovem que foi originalmente assassinada. Ambas as realidades se unem totalmente quando, após o resgate da garota da Casa da Ficção, as duas não apenas se veem transportadas de volta ao apartamento de Julie, mas desta vez não é outro "sonho acordado" — pois a jovem, Madlyn, se juntou a elas, em segurança de volta à Paris dos anos 1970.
Para relaxar, Céline, Julie e Madlyn pegam um barco a remo em um rio plácido, remando e deslizando alegremente, mas algo não está certo. Elas ficam em silêncio ao ver outro barco passando rapidamente por elas na água. Naquele barco, vemos os três protagonistas principais da casa de outro tempo: aquela realidade alternativa os seguiu de volta ao seu mundo. Mas Céline, Julie e Madlyn os veem como os adereços antigos que são, congelados no lugar.
O filme termina quando vemos Céline, meio cochilando em um banco de parque, avistar Julie passando apressada por ela, que, no seu jeito de Coelho Branco, deixa cair seu livro de mágica. Pegando-o, ela grita e corre atrás de Julie.

## Temas
A magia é um dos temas do filme. Céline, a mágica de palco, faz seus truques de mágica em uma apresentação de boate. A magia parece vir também das leituras de cartas de tarô de Julie. Finalmente, a magia "real" vem do design de uma poção, que permite que ambas as mulheres entrem na casa e tomem conta da narrativa.
No começo, as duas mulheres estão levando vidas relativamente convencionais, cada uma tendo empregos (Julie, uma bibliotecária, é mais conservadora e sensata do que Céline, uma mágica de palco, com seu estilo de vida boêmio). Conforme o filme se desenvolve, Céline e Julie se separam do mundo deixando seus empregos, indo morar juntas e gradualmente se tornando obcecadas com os eventos misteriosos e mágicos na velha casa.
Em uma cena, de acordo com a crítica Irina Janakievska, Julie está jogando cartas de tarô, com uma das cartas interpretada como significando que o futuro de Julie está atrás dela — exatamente quando vemos Céline, usando um disfarce, observando Julie de uma das mesas da biblioteca. Enquanto Céline desenha um contorno de sua mão em um dos livros, Julie ecoa isso enquanto brinca com uma almofada de tinta vermelha.
Outro aspecto notável do filme é o uso de trocadilhos. Por exemplo, o título Céline et Julie vont en bateau tem outros significados além de fazer um passeio de barco: "aller en bateau" também significa "ficar preso em uma história que alguém está lhe contando" ou, em inglês, ser pego em uma "história de cachorro peludo".

## Elenco
- Juliet Berto – Céline
- Dominique Labourier – Julie
- Bulle Ogier – Camille
- Marie-France Pisier – Sophie
- Barbet Schroeder – Olivier
- Nathalie Asnar – Madlyn
- Marie-Thérèse Saussure – Poupie
- Philippe Clévenot – Guilou
- Anne Zamire – Lil
- Jean Douchet – M'sieur Dede
- Adèle Taffetas – Alice
- Monique Clément – Myrtille
- Jérôme Richard – Julien
- Michael Graham -  Boris
- Jean-Marie Sénia – Cyrille

## Produção
Luc Béraud foi assistente de direção no filme. Marilù Parolini trabalhou como fotógrafa do set.

## Recepção
Céline et Julie vont en bateau está entre as obras mais aclamadas de Rivette. O filme empatou em 78º lugar na pesquisa Sight & Sound de 2022 do British Film Institute, e o site de agregação They Shoot Pictures, Don't They considerou-o o 142º melhor filme já feito.  O Rotten Tomatoes relata 80% de aprovação entre 54 críticos, com uma classificação média de 7,9/10. No Metacritic, que usa uma média ponderada, atribuiu ao filme uma pontuação de 100 em 100, com base em 4 avaliações de críticos, indicando "aclamação universal".